# Claudius Clavus
Claudius Clavus eller Claudius Claussøn Swart (født 14. september 1388, dødsår ukendt) var en dansk geograf, som menes at have tegnet det første rigtige kort over Norden. Claudius er også omtalt som: Claudius Chlaus niger eller Nicolaus niger, "Nordens ældste Kartograf".
Han skal være født i landsbyen Sallinge på Fyn, ca 20 km S f Odense.
Omkring 1412 påbegyndte han en rejse i Norden, og han kan være kommet så langt mod nord til som den 70. breddegrad.
Omkring 1423-24 kom han til Rom og mødte her kardinal Giordano Orsini og pavens sekretær Francesco Poggio, som begge arbejdede med at opdatere gamle geografibøger, og Clavus bidrog med viden om Norden i særdeleshed om Island og Grønland, da kendskabet til disse øer var meget begrænset i Rom.
Clavus må (formentlig i Italien) have studeret den i 1409 til latin oversatte Ptolemæiske Geografi og de italienske portolaner, da hans kort og kortbeskrivelser over Norden er forfattet som et supplement til Ptolemæus samtidigt med, at de låner fra nyere italienske kort.
Alle Clavus' skrifter er forsvundet undtagen nogle, som er gengivet i værker af de tyske kartografer Donnus Nicholas Germanus og Henricus Bartellus Germanus.
Han er ligeledes kendt for at at have opkaldt grønlandske stednavne ved at bruge teksten fra en folkevise.